# Blah Blah Blah (canção de Armin van Buuren)
"Blah Blah Blah" é uma canção do DJ e produtor musical holandês Armin van Buuren. Foi lançado em 18 de maio de 2018 como primeiro single do EP de mesmo nome e quinto do álbum Balance (2019) pela gravadora Armada Music. Atualmente, o vídeo de "Blah Blah Blah" no YouTube tem aproximadamente 600 milhões de visualizações. A canção foi escrita por van Buuren, Andrew Bullimore e Josh Record, enquanto que os vocais foram realizados pelo filho mais novo de Bullimore, Aidan.

## Mídia
O clube de futebol da holandês AFC Ajax toca um trecho da música após cada gol marcado em seu campo de treinamento Sportpark De Toekomst para ligas juvenis. A música foi tocada pela primeira vez durante a edição de 2019 do torneio sub-17 da Copa do Futuro após o uso bem-sucedido da música em uma campanha de marketing da Ajax TV antes das quartas de final da Liga dos Campeões da UEFA de 2018–19 contra a Juventus FC. Trechos da música também foram usadas no trailer de 6 Underground (2019) da Netflix, dirigido por Michael Bay.

## Lista de faixas
- Download digital[7]

1. "Blah Blah Blah" – 3:04
2. "Blah Blah Blah" (Extended Mix) – 6:06
3. "Blah Blah Blah" (Acapella) – 1:30

- Remixes

1. "Blah Blah Blah" (Bassjackers Extended Remix) – 4:18
2. "Blah Blah Blah" (Alyx Ander Extended Remix) – 4:44
3. "Blah Blah Blah" (Brennan Heart and Toneshifterz Extended Remix) – 4:44
4. "Blah Blah Blah" (Kid Comet Extended Remix) – 3:10
5. "Blah Blah Blah" (Zany Extended Remix) – 4:20
6. "Blah Blah Blah" (Tru Concept Extended Remix) – 3:26

## Paradas musicais
| País/Parada (2018–19)                             | Melhor posição |
| ------------------------------------------------- | -------------- |
| Alemanha (Offizielle Deutsche Charts)             | 11             |
| Áustria (Ö3 Austria Top 75)                       | 15             |
| Bélgica (Ultratop 50 de Flandres)                 | 19             |
| Bélgica (Ultratip Bubbling Under da Valônia)      | 3              |
| República Checa (Rádio Top 100)                   | 76             |
| República Checa (Singles Digitál Top 100)         | 14             |
| Dinamarca (Tracklisten)                           | 25             |
| Eslováquia (Singles Digitál Top 100)              | 10             |
| Estados Unidos (Billboard Dance/Electronic Songs) | 31             |
| França (SNEP)                                     | 21             |
| Hungria (Dance Top 40)                            | 1              |
| Hungria (Rádiós Top 40)                           | 2              |
| Hungria (Single Top 40)                           | 5              |
| Hungria (Stream Top 40)                           | 16             |
| Países Baixos (Dutch Top 40)                      | 31             |
| Países Baixos (Single Top 100)                    | 35             |
| Polónia (Polish Airplay Top 100)                  | 46             |
| Polónia (Dance Top 50)                            | 19             |
| Romênia (Airplay 100)                             | 68             |
| Suécia (Sverigetopplistan)                        | 25             |
| Suíça (Schweizer Hitparade)                       | 44             |

| País/Parada (2018)                | Posição fixada |
| --------------------------------- | -------------- |
| Alemanha (Official German Charts) | 53             |
| Áustria (Ö3 Austria Top 40)       | 58             |
| Bélgica (Ultratop Flanders)       | 87             |
| França (SNEP)                     | 184            |
| Hungria (Dance Top 40)            | 20             |
| Hungria (Single Top 40)           | 52             |
| Suécia (Sverigetopplistan)        | 91             |
| País/Parada (2019)                | Posição fixada |
| Hungria (Dance Top 40)            | 1              |
| Hungria (Rádiós Top 40)           | 15             |
| Hungria (Single Top 40)           | 21             |
| País/Parada (2020)                | Posição fixada |
| Hungria (Dance Top 40)            | 2              |
| País/Parada (2021)                | Posição fixada |
| Hungria (Dance Top 40)            | 22             |

## Certificações
| Alemanha (BVMI)                                                  | Platina | 400 000‡ |
| Bélgica (BEA)                                                    | Ouro    | 20 000‡  |
| Canadá (Music Canada)                                            | Ouro    | 40 000‡  |
| Dinamarca (IFPI Dinamarca)                                       | Platina | 90 000‡  |
| França (SNEP)                                                    | Platina | 200 000‡ |
| Noruega (IFPI Norge)                                             | Ouro    | 30 000‡  |
| Países Baixos (NVPI)                                             | Ouro    | 40 000†  |
| ‡ Vendas + números de streaming com base apenas na certificação. |         |          |